# Ювелирное искусство Океании

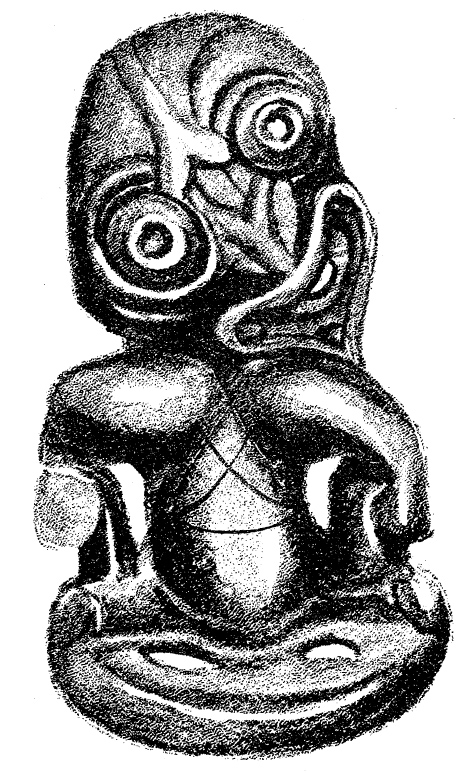
Зарисовка XIX в. — хей-тики новозеландских маори

Ювелирное искусство Океании зародилось позднее, чем в других областях из-за относительно недавнего возникновения человеческого сообщества на её территориях. Первые полинезийские украшения, сделанные из кости, дерева и других природных материалов не сохранились. Точное время возникновения ювелирного дела в Океании очень сложно определить, поскольку многие нации, мигрировали из других областей (например, Таити).
Большинство ювелирных изделий Океании носится над талией: украшения для волос, ожерелья, браслеты и пояса — самые распространенные ювелирные изделия островитян.

## Виды ювелирных изделий Океании и их социальная значимость
Стиль и типаж ювелирных изделий Океании меняется от острова к острову, также как и цель их ношения. В большинстве племен украшения надеваются для того, чтобы обозначить силу носящего — победу в бою либо богатство. Также украшения служат символом плодородия, например хей-тики новозеландских маори считается знаком плодородия. Многие историки утверждают, что резное ожерелье имеет прямую связь с Тики, первым маори, который также символически связан с плодородием.

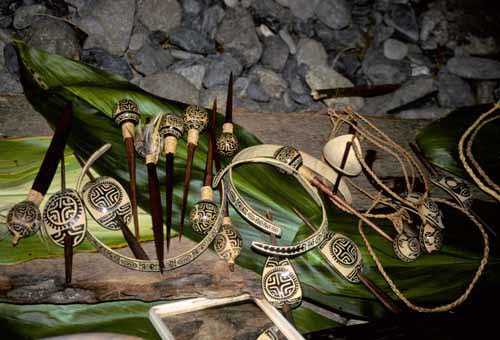
Полинезийские украшения для головы.

Во многих культурах Океании присутствуют искусные украшения для головы. В некоторых из них воины надевают определенное украшение на голову после убийства врага. Ношение украшений на голове характерно для Папуа Новой Гвинеи, где часто встречается множество различных видов изделий для разных поводов. Украшения для головы чаще всего делаются из растительного материала, но могут включать в себя перья райских птиц. Феноменальную силу, ассоциирующуюся с украшениями на голове у жителей Папуа Новой Гвинеи может превзойти только время, мастерство и количество работы, потраченное на изготовление этих украшений.
Новозеландские маори также носили перья в качестве знака силы. Особо высоко ценились перья гуйи (в настоящее время уже вымерший Вид птиц). Вожди племен носили перья гуйи с белыми вкраплениями, символизировавшие силу и власть, все остальные получали однотонные перья. Перо гуйи почиталось как taonga — сокровища. Перья гуйи часто носились по два, вместе с перьями киви, серьгами и небольшой нефритовой булавкой. После западной колонизации местные женщины начали носить перья для того, чтобы показать свой высокий социальный статус.

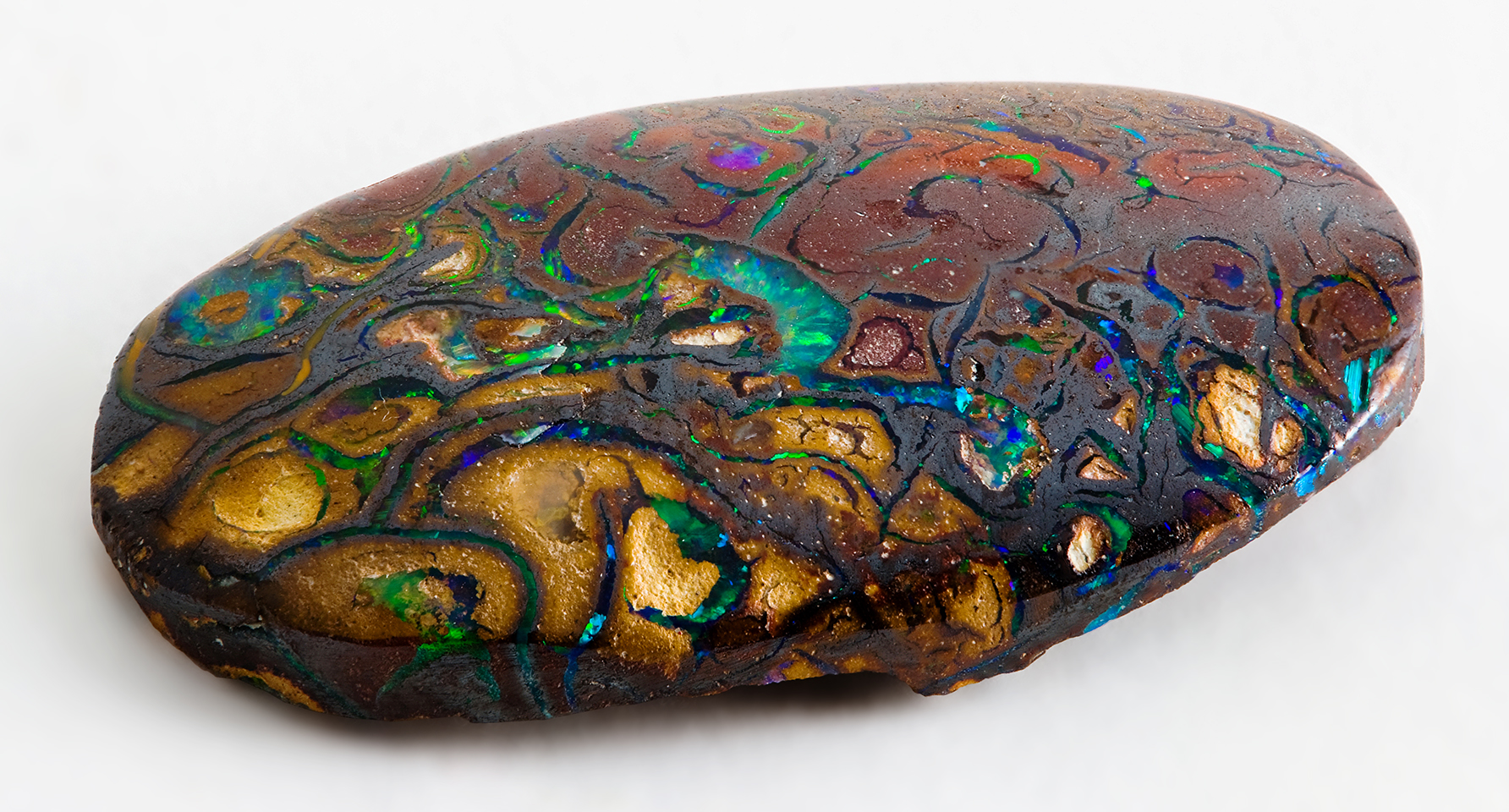
Австралийский опал

В настоящее время украшения в Океании утратили своё культурное значение. Изделия, производимые местными мастерами, идут на продажу для туристов и для других коммерческих целей. Тем не менее, некоторые виды украшений стали символами образа жизни племен Океании для туристов — такие как гавайские леи, которые ассоциируются с местными обычаями и гостеприимством островов. Другой пример — уже упоминавшиеся новозеландские тики — один из самых ходовых товаров страны.
Австралия славится богатыми месторождениями опала, рядом с которыми возникали целые поселки и города мастеров ювелирных изделий. В настоящее время Австралия — ведущий экспортер опалов в мире. В конце XIX века Австралия стала доминирующим производителем опалов, которые стали самым прибыльным товаром океанического региона.

## Украшения Океании и религия
В некоторых регионах Океании ювелирное дело не подвергалось внешнему влиянию и осталось практически неизменным. Такими регионами являются части Борнео и Папуа Новая Гвинея. Жители племён могут носить характерные кости в носу и другие архетипичные украшения.
Большая часть традиций в изготовлении украшений была утеряна во время прихода западных миссионеров, принесших новые религии. Миссионеры видели в украшениях местных жителей черты язычества, многие виды ювелирного искусства были навсегда утеряны в процессе массового обращения в христианство. Современные мастера пытаются вернуться к традиционным мотивам в украшениях, восстановить утерянные техники. После вторжения в жизнь региона других религий, в ювелирных украшениях стали появляться символы из них, например, христианские кресты.
Традиционные украшения Океании часто служили для религиозных обрядов. Многие изделия создавались для племенных церемоний, свадеб и других ритуалов. Украшения передавались от одного поколения к другому, сохраняя свою ценность и значимость. Дизайн украшений был ключевым элементом в ювелирном деле Океании — даже простые формы (такие как квадрат фона) имели важное значение при взаимодействии с другими символами. Такой высокий уровень ювелирного искусства был недостижим для многих других культур.

## Примеры ювелирных изделий Океании

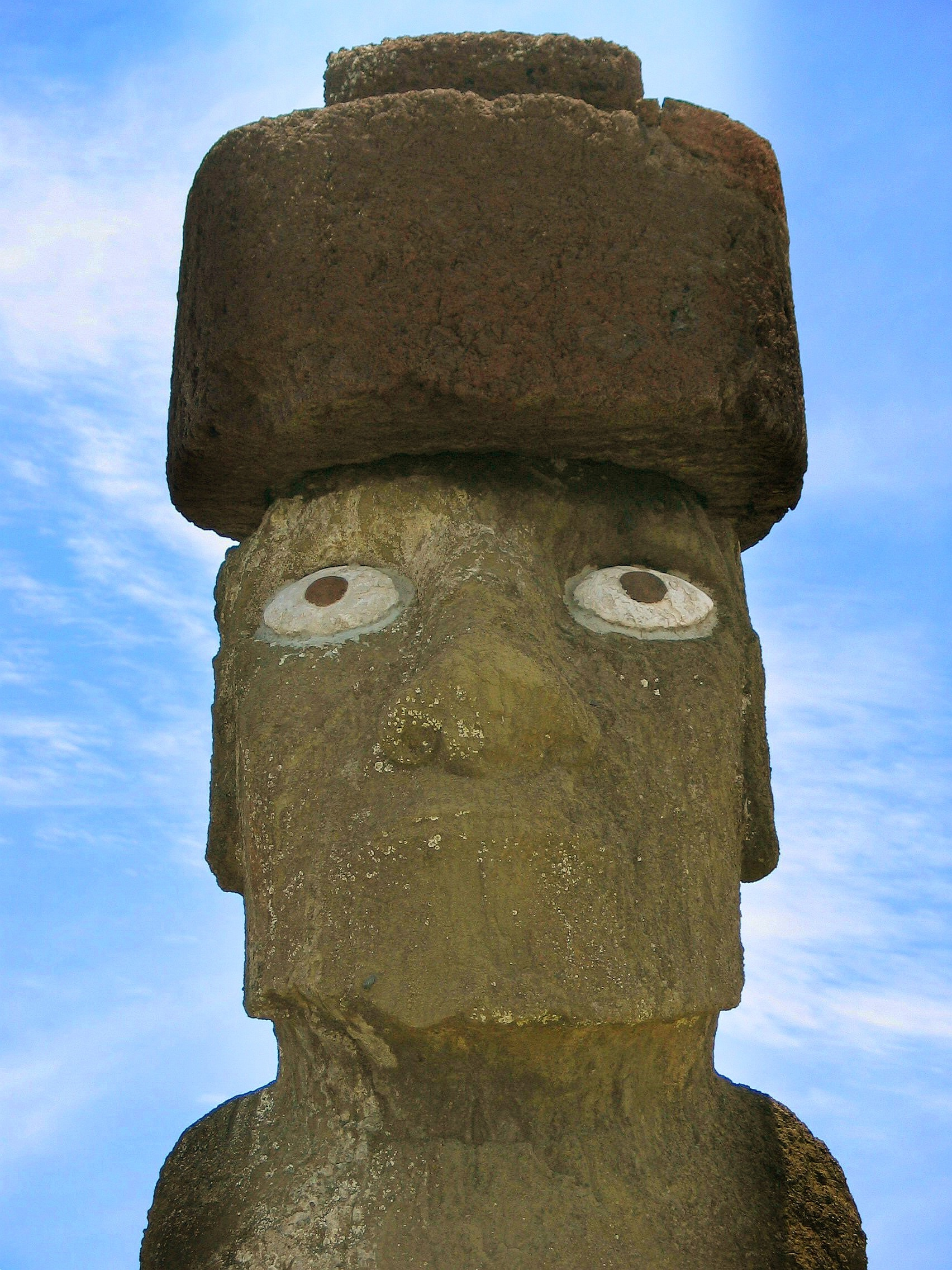
Моаи с пукао (украшение на голове) с острова Пасхи

Существует множество сохранившихся примеров ювелирного искусства Океании. Каждое полинезийское племя сохранило хотя бы одну форму украшений тела. Украшения носили даже жители Острова Пасхи. Примеры их украшений можно увидеть на гигантских изваяниях моаи — наследия острова Пасхи. Некоторые из статуй носят на голове пукао. существует версия, что моаи с такими украшениями на голове изображают индивидов с высоким социальным статусом, потому что как и сейчас, в древние времена люди, которые могли позволить себе иметь ювелирные украшения, считались богатыми и влиятельными.
Oдно из самых популярных украшений со своим символическим значением — гавайские венки леи. Цветочные венки раньше преподносились чужакам, теперь ими встречают всех туристов, посещающих Гавайи.
Некоторые нации всё ещё не достигли высокоиндустриального уровня развития, например, Самоа. Несмотря на огромный приток туристов, местные ювелирные изделия не предназначены для продажи и относительно примитивны. Местные мастера до сих пор используют природные материалы — раковины, кокосовую скорлупу и дерево.
Некоторые виды украшений встречаются почти во всех регионах Океании — ожерелья, заколки для волос, серьги. Некоторые украшения, например маски, появляются только в определенных частях — в Микронезии и у австралийских аборигенов. В некоторых частях Океании встречаются нагрудники, различные пояса и украшения в носу. В целом, ювелирные изделия могут быть очень схожи в рамках одной нации, но каждое из них отличается от другого и представляет верования, наследие и принадлежность носящего.